# تورج حسنی مقدم
تورج حسنی مقدّم دریادار نیروی دریایی ارتش جمهوری اسلامی ایران است، که از ۲۶ آبان ۱۳۹۶ تا تابستان ۱۳۹۹ به‌عنوان جانشین فرمانده نیروی دریایی ارتش فعالیت می‌کرد.
وی پیش‌تر جانشینی منطقه چهارم دریایی امام رضا نداجا (ناوگان شمال)، فرماندهی مرکز آموزش تخصص‌های دریایی رشت و فرماندهی منطقه یکم دریایی امامت نداجا (ناوگان جنوب)، همچنین معاونت بازرسی نداجا را برعهده داشته‌است.

## جانشین نداجا
حسنی مقدم اهل گیلان و متولد بندرانزلی است که با حکم سرلشکر سید عبدالرحیم موسوی فرمانده کل ارتش جمهوری اسلامی ایران و به پیشنهاد دریادار سیاری به عنوان جانشین نیروی دریایی ارتش منصوب شد.

## جایزه‌ها و نشان‌های افتخار
این بخش شامل نشان‌ها و جایزه‌های رسمی امیر حسنی مقدم است که بر روی لباس همسان او نصب می‌شود ولی جایزه‌های غیرنظامی و غیررسمی را دربر نخواهد گرفت.

### آرم‌ها
| هیئت معارف جنگ          | رزم سطحی نیروی دریایی |
| دانشگاه فرماندهی و ستاد | آجا                   |

### نوار نشان‌ها
|                        |  |                     |
|                        |  |                     |
| دوره سوم دانشکده افسری |  | دوره علوم استراتژیک |
|                        |  |                     |

### نام نشان‌ها
| نشان جهاد              |              |                     |
| نشان دانش              | نشان ورزش    |                     |
| دوره سوم دانشگاه افسری | دوره دافوس   | دوره علوم استراتژیک |
| دوره دوم دانشگاه افسری | دوره مقدماتی | دوره عالی           |